# Curug (Kandanghaur)
Curug is een bestuurslaag in het regentschap Indramayu van de provincie West-Java, Indonesië. Curug telt 3296 inwoners (volkstelling 2010).